# オオアルマジロ
オオアルマジロ（Priodontes maximus）は、被甲目Chlamyphoridae科（旧アルマジロ科から分割）オオアルマジロ属に分類される哺乳類。本種のみでオオアルマジロ属を構成する。

## 分布
アルゼンチン北東部、エクアドル、ガイアナ、コロンビア南部、スリナム、パラグアイ、ブラジル、仏領ギアナ、ベネズエラ、ペルー。ウルグアイでは絶滅。
模式標本の産地（基準産地・タイプ産地・模式産地）はカイエンヌ（仏領ギアナ）。

## 形態
体長75 - 100センチメートル。尾長50 - 55センチメートル。体重18.7 - 32.3キログラム。飼育下では体重80キログラムに達した例もある。現生のアルマジロ類では最大種。種小名maximusは「非常に大きい、最大の」の意。全身は体毛が変化した鱗状の板（鱗甲板）で覆われる。頭部の鱗甲板（頭甲）は卵型。頭甲と肩部の鱗甲板（肩甲）は頸帯で繋がる。肩甲と腰の鱗甲板（腰甲）の間にある帯状の鱗甲板（帯甲）は11 - 13本で、甲全体を動かすことができる。尾の鱗甲板はほぼ均一な大きさで、不規則な横帯状に並ぶ。鱗甲板の色彩は淡褐色や黒褐色で、頭部や尾の下縁は黄白色で境目は明瞭。
耳介は小型で、卵型。歯は100本に達し、陸生哺乳類で最も多い。指趾は5本。前肢の爪は大型で特に第3指の爪は20.3センチメートルに達する。染色体数は2n=50。
出産直後の幼獣は体重113グラム。乳頭の数は1対。

## 生態
標高500メートル以下の地域に生息する。森林やその周辺にあるサバンナなどに生息し、水辺を好む。少なくとも平均452.5ヘクタールの行動圏内で生活する。夜行性。本来は昼行性だったが、乱獲により人間を恐れて夜行性になったとする説もある。平均で幅41.3センチメートル、高さ30.8センチメートルの巣穴を掘って生活する。ブラジルでは巣穴の68 %が草原に、28 % が低木林、3 %が森林にあったとする報告例がある。後肢だけで直立し、自分よりも高い1メートルの壁を乗り越えることもできる。動きは俊敏。危険を感じると穴を掘って隠れる。
主にアリ類やシロアリを食べるが、甲虫類・ゴキブリ類などの他の昆虫、クモ、サソリ、多足類、小型のヘビ、動物の死骸なども食べる。マットグロッソ州での糞の内容物調査では56.8 %をアリ類が、36.8 %をシロアリ類が占めていたという報告例もある。まれに植物質を食べることもあり胃の内容物から種子が見つかったり、果実を食べた報告例もある。前肢で蟻塚や地面を掘り起こし、中にいる獲物を食べる。
繁殖様式は胎生。妊娠期間は約4か月。授乳期間は4 - 6週間。生後9 - 12か月で性成熟する。一方でこれらの数値は広く引用されているものの新生児の体重も含め1983年のMerrettによる単一の報告例によるものであり、他の文献や報告例で実証はされておらず不正確な可能性もあるという反論もある。1回に1 - 2頭（主に1頭）の幼獣を産む。長寿例としては1972年にブラジルで捕獲され、1975年にオランダの動物園で飼育開始、1988年にサンアントニオ動物園で死亡した個体の例（飼育期間12年7か月、推定16年）がある。

## 人間との関係
ブラジルのアマゾン川流域やパラグアイでは食用とされることもある。甲や尾・爪などが、揺り籠や鍋などに利用されることもある。
森林伐採・宅地開発・農地開発・道路建設などによる生息地の破壊、食用の乱獲などにより生息数は激減している。1980年代に生息数が約50%減少したことが示唆されている。1975年のワシントン条約発効時からワシントン条約附属書Iに掲載されている。